# まるき百貨店
まるき百貨店（まるきひゃっかてん）は、東京都八王子市にあった日本の百貨店である。

## 歴史・概要
1960年（昭和35年）12月10日に東京都八王子市八日町6-7の国道16号と国道20号の交差する八日町4丁目交差点角にまるき百貨店として開業し、八王子市で初の百貨店となった。
屋上遊園地のある鉄筋コンクリート造り地上6階地下1階の建物に松坂屋と提携して食品から紳士･婦人服やアクセサリ･貴金属、呉服、玩具、文房具などの総合的な品揃えを行い、1963年（昭和38年）10月1日に同じ八日町に開業したイノウエ百貨店と共に昭和30年代後半には八王子を代表する百貨店として繁栄した。
しかし、昭和40年代に入って横山町が繁華街の中心となって八日町が衰退した影響を受け、開業から8年足らずの1968年（昭和43年）10月1日に閉店し、その歴史に終止符を打った。
この店舗跡に同年11月29日に開店に甲府市の岡島百貨店が八王子岡島として支店となる百貨店を開いたが、わずか1年強営業しただけで1970年（昭和45年）2月5日に閉店したため、1971年（昭和46年）5月に川崎市の武蔵小杉で結婚式場などを経営していた小杉会館が改装して結婚式場・宴会場として開業し、後に八王子エルシィと改称して現在に至っている。